# Мантинела
Мантинела, или стоманена предпазна ограда – СПО, е ограждение от стоманена ламарина със специален профил, закрепена с колове в земята и със специални омекотяващи звена, разположена около пътища, автомагистрали, автомобилни писти и др.
Във Формула 1 е разположена в специфични части на пистата с цел предотвратяване на излитането на болида от трасето при завъртане.